# Klokken- en beiaardmuseum
Het Klokken- en beiaardmuseum was van 1992 tot 2013 een museum in Tellin in de Belgische Ardennen. 
Het museum was gevestigd in een gieterij die tussen 1830 en 1970 dienstdeed. Naast klokken en beiaards toonde het ook nog tachtig windhanen die op kerktorens hadden gestaan. Daarnaast werd een documentaire over het gietproces getoond.
De uitbating van het museum kostte de gemeente op het eind vijfendertig duizend euro op jaarbasis.  Als gevolg hiervan werd op 28 februari 2013 besloten het museum aan het eind van dat jaar te sluiten. Het jaar erop kwam het museum in handen van de kunstenaar en klokkenrenovator Olivier Baudri die er zijn werkplaats vestigde, met het doel het museum op termijn weer te openen.

## Galerij
| Klok voor het museum |  | Klokkenwiel |
| Klok voor het museum |  | Klokkenwiel |